# 勒代绍
勒代绍（法語：Le Deschaux，法語發音：[lə deʃo]）是法国汝拉省的一个市镇，位于该省西北部，属于多勒区。

## 地理
勒代绍（46°57'10"N, 5°30'7"E）面积8.56 平方千米，位于法国勃艮第-弗朗什-孔泰大區汝拉省，该省份为法国东部内陆省份，北起上索恩省，西北接科多尔省，西临索恩-卢瓦尔省，南至安省，东与杜省和瑞士接壤。
与勒代绍接壤的市镇（或旧市镇、城区）包括：巴莱索、加泰、拉翁、塔斯尼耶尔、维莱罗贝尔。

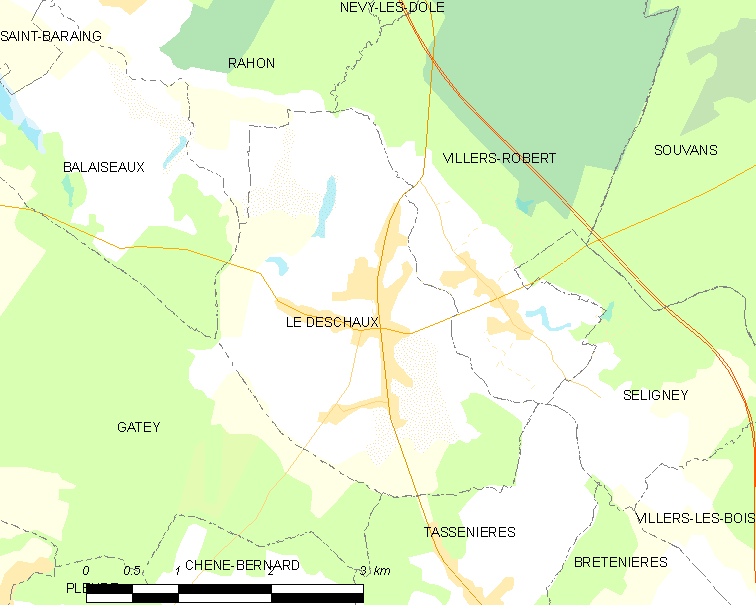
勒代绍的OSM定位图

勒代绍的时区为UTC+01:00、UTC+02:00（夏令时）。

## 行政
勒代绍的邮政编码为39120，INSEE市镇编码为39193。

## 政治
勒代绍所属的省级选区为塔沃县。

## 人口

1962-2008年间勒代绍人口变化图示

勒代绍于2022年1月1日时的人口数量为1030人。